# 単純性母斑
単純性母斑（たんじゅんせいぼはん、英: Naevus simplex, 米: Nevus simplex）および火焔状母斑（かえんじょうぼはん、英: Naevus flammeus）は、新生児によくみられる良性の毛細血管奇形である。出生時に桃色から赤色の斑点として現れ、うなじ、眼瞼、口唇に好発する。単純性母斑と火焔状母斑には異なる部分があるが、曖昧な場合もある。

## 徴候と症状
乳児血管腫とは異なり、単純性母斑は生誕時に既に存在する。その割合は22～40%とも40～70%とも言われており、白人に多い。皮膚毛細血管の恒常的な拡張により生じており、子供が泣いたり緊張したときに色が濃くなることがある。皮膚に隆起や肥厚は見られない。
単純性母斑は境界やや不明瞭で平坦な淡紅～紅色であり、うなじに生じることが多い他、額、眼瞼、上唇部にも好発する。稀に身体の他の部位にも発生しうる。一方で火焔状母斑は境界明瞭で、成長とともに紫褐色～暗赤色に変化する傾向がある。
単純性母斑では血管内皮細胞の増殖は見られないが交感神経細胞の減少が見られており、神経支配の減弱の結果毛細血管の緊張が低下していることが原因であると思われる。

## 経過
単純性母斑（特に顔にあるもの）は自然消退しやすいと言われるが、うなじにあるものは消退しにくいとされている場合もある。対照的に火焔状母斑は成長とともに肥厚し、成人以降になると軟部組織や骨の過剰増生や結節形成を来す場合もある。

## 治療
単純性母斑の治療は通常必要ないが、消退しないものに対してはレーザー治療が実施される。

## 呼称
単純性母斑や火焔状母斑は乳児血管腫と鑑別診断されるが、一方で単純性母斑と火焔状母斑の区別は曖昧な場合がある。
単純性母斑の中で身体の中央付近に位置するものを正中部母斑（英: Macular stain）、うなじにあるものをウンナ母斑（英: Unna naevus）と呼ぶ。その他、俗称として顔にあるものをサーモンパッチ（英: Salmon patch）、眉間や額の中央に位置するものを天使のキスマーク（英: Angel's kiss）、うなじにあるものをコウノトリの咬痕（英: Stork bite）と呼ぶ。
火焔状母斑は別名、単純性血管腫（英: Hemangioma simplex）またはポートワイン母斑（英: Portwine stain）とも呼ばれる。